# Pidari
Pidari (en népalais : पिडारी) est un comité de développement villageois du Népal situé dans le district de Sarlahi. Au recensement de 2011, il comptait 5 557 habitants.